# Bankotaler

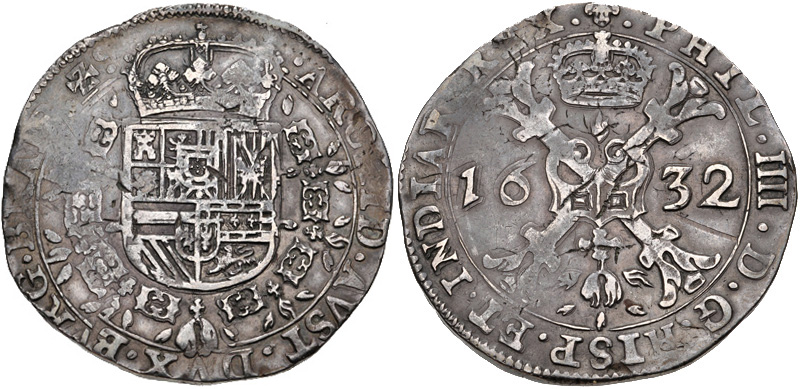
Spanische Niederlande, Philipp IV., Albertustaler, Bankotaler von 1632 der Münzstätte Brüssel (beschnitten)

Der Bankotaler (auch Bancotaler, frühere Bezeichnung Banco-Thaler) wurde meist nicht ausgeprägt, sondern war im 17. und 18. Jahrhundert eine Rechnungswährung des Handels. Im gewöhnlichen Zahlungsverkehr war dagegen die Kurantwährung durch Münzen vertreten; umlaufende Silbermünzen wurden in Bankotaler umgerechnet.
Die Prägung der Bankotaler wurde erforderlich, da aller Wechselhandel auf den geringerhaltigen Albertustaler ausgerichtet war und ein Weitermünzen des deutschen Reichstalers nur die Wechsler bereichert hätte. Nach dem Vorbild der Albertustaler prägte zunächst Brandenburg 1695/1696 Bankotaler. Danach erschienen unter August dem Starken, Kurfürst von Sachsen und König von Polen (1694–1733) im Jahr 1702 dreierlei unterschiedliche sächsisch-polnische Bankotaler. Unter dem Preußenkönig Friedrich II. (1740–1786) wurden Bankotaler mit der Jahreszahl 1765 als Haupteinlagemünze für die in Berlin neu gegründete Königliche Hauptbank geprägt, deren Masse jedoch 1790 wieder eingeschmolzen wurde.

## Währungsgeschichtliche Zusammenhänge
Bankotaler waren im 17. und 18. Jahrhundert eine oft genutzte Rechnungswährung im Großhandel, um den Wert einer vereinbarten Zahlung vom Edelmetallgehalt der tatsächlich umlaufenden Zahlungsmittel unabhängig zu machen. Einzahlungen von Münzen bei einer Deposito-Bank wurden nach ihrem Feinsilbergehalt bewertet und der umgerechnete Betrag dem Einzahler in Bankotalern gutgeschrieben. Auszahlungen des Guthabens erfolgten nicht in gemünzten Bankotalern, sondern in den gewöhnlich umlaufenden Münzen. Über die Bankotaler-Guthaben konnte nach Art einer Überweisung unter Kunden der Depotbank verfügt werden, ohne dass physisches Silber die Bank verlassen musste (siehe Giralgeld).
Der Bankotaler entsprach bei der 1619 gegründeten Hamburger Bank dem Feinsilbergewicht des nach dem Reichsfuß geprägten Reichstalers. Die umlaufenden Silbermünzen wurden in Bankotalern umgerechnet. Der Wechselkurs im Norden des Reiches richtete sich jedoch allgemein nach den sogenannten Bankotalern, die im Burgundischen Fuß geprägt waren, wie zum Beispiel den belgischen Albertus- oder Kreuztalern. Dieser Münzfuß war etwas leichter als der Reichsfuß und war bereits Anlass für die Prägung der Wechseltaler in Kursachsen. Die niedersächsischen Stände beschlossen daher am 16. Juli 1695 in Hamburg, selbst nach dem Burgundischen Fuß zu prägen. Man wollte damit verhindern, dass höherwertige deutsche Talermünzen weiterhin ausgeführt werden. Zunächst münzte nur Brandenburg 1695 und 1696 nach einem 9¼-Talerfuß. Danach gab Kursachsen 1702 dreierlei im Münzbild unterschiedliche sächsisch-polnische Bankotaler aus. Preußen prägte sie im Jahr 1766, von denen jedoch nur sehr wenige Stücke zur Ausgabe gelangten.

## Bankotaler der Hamburger Bank
Im Jahr 1609 wurde die Amsterdamer Wechselbank gegründet. Erstmals wurden hier verschiedenste Münzen sowie ungemünztes Gold und Silber nicht nur angenommen, sondern den Einzahlern in Form eines eigenständigen Bankgeldes gutgeschrieben. Die Hansestadt Hamburg folgte 1619 dem Amsterdamer Beispiel und gründete die Hamburger Bank. Der Bankotaler der Hamburger Bank entsprach zunächst genau dem nach dem Reichsmünzfuß von 1566 geprägten Reichstalern, also einer Münze mit 25,98 g Gehalt an Feinsilber.
Es war eine wichtige Idee hinter der Einführung von Bankgeld wie dem Bankotaler, einen unveränderlichen Wertmaßstab zu haben, der insbesondere von Schwankungen (meist Verschlechterungen) des umlaufenden Geldes unabhängig sein sollte. Dennoch verringerte sich der Wert des Hamburger Bankotalers, da aller Wechselhandel auf die holländischen Taler zugeschnitten war, die in einem um 3 % geringerhaltigen Münzfuß geprägt waren als die deutschen Reichstaler. Sein rechnerischer Silbergehalt sank auf etwa 25,3 g. Dies entspricht dem Übergang von einem 9-Taler-Fuß, dem Reichsmünzfuß, auf einen 9 ¼-Taler-Fuß.
Bis zur Aufhebung der Hamburger Bank im Jahr 1875 blieb der Wert des Hamburger Bankotalers jedoch stabil (Tatsächlich wurde später in Mark Banco gerechnet).

## Sächsisch-polnische Bankotaler

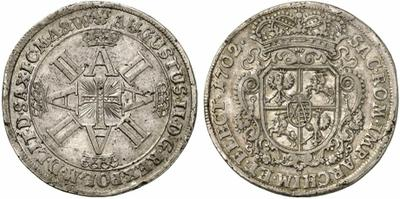
Sächsisch-polnischer Bankotaler von 1702, aus der Münzstätte Leipzig, sogenannter Beichlingscher Ordenstaler

Da die Herausgabe von Bankotalern gewinnversprechend war, ließ auch August der Starke 1702 in der Leipziger Münze dreierlei im Münzbild unterschiedliche Bankotaler prägen. Sie entsprachen im Wert den nach dem Burgundischen Fuß geprägten polnischen Talern und waren folglich etwas geringhaltiger als die Taler, die nach dem Reichsfuß geprägt wurden.
Es sind geringerhaltige sächsische Taler, aber auch normale polnische Taler. Den Urhebern gab dieser doppelte Charakter die erforderliche Sicherheit für die Herausgabe dieser Talermünzen.
Die Emission der Bankotaler wurde vom Großkanzler Wolf Dietrich Graf von Beichlingen durchgeführt. Auf dem sogenannten Beichlingschen Ordenstaler war nur das Ordenskreuz, aber nicht der Dänische Elefantenorden dargestellt. Beichlingen wurde unterstellt, dieses Kreuz sei das des Dänischen Danebrogordens, dessen Ritter er war, und der Taler eine Beleidigung des Königs. Der Graf, dem auch die Verantwortung für die Ausprägung der minderwertigen Roten Seufzer zugeschoben wurde, fiel in Ungnade. Die Prägung des Beichlingstalers „und mehrere andere ihm beygemessenen Staatsverbrechen“ brachten den Großkanzler 1703 bis 1709 in Festungshaft auf den Königstein.
Siehe auch: Sächsische Münzgeschichte

## Polnischer Bankotaler

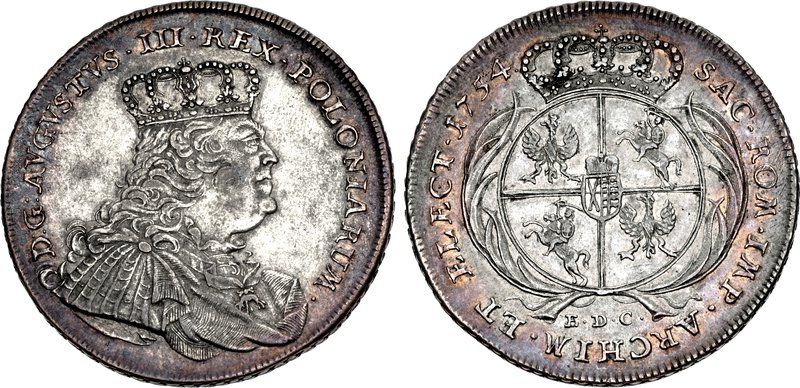
Gewöhnlicher polnischer Taler von 1754, Münzstätte Leipzig (Bankotaler)

Die gewöhnlichen im Burgundischen Fuß geprägten polnischen Taler werden in Katalogen meistens auch als Bankotaler (Bancotaler) bezeichnet.
Der unter August III. (1733–1763) in der Leipziger Münze für das Königreich Polen geprägte polnische Taler zeigt auf der Vorderseite die gekrönte, geharnischte Büste des Königs und auf der Rückseite das gekrönte viergeteilte Wappen von Polen/Litauen mit kursächsischem Herzschild auf Palmzweigen, darunter befindet sich das Münzmeisterzeichen E.D.C. des Leipziger Münzmeisters Ernst Dietrich Croll. Vorder- und Rückseite tragen die Titelumschrift Augusts. III.

## Preußischer Bankotaler

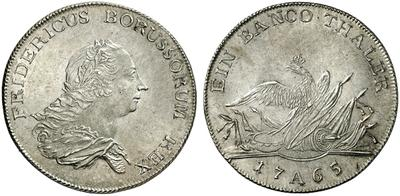
Preußischer Bankotaler 1765 A mit der Aufschrift EIN BANCO THALER, Münzstätte Berlin

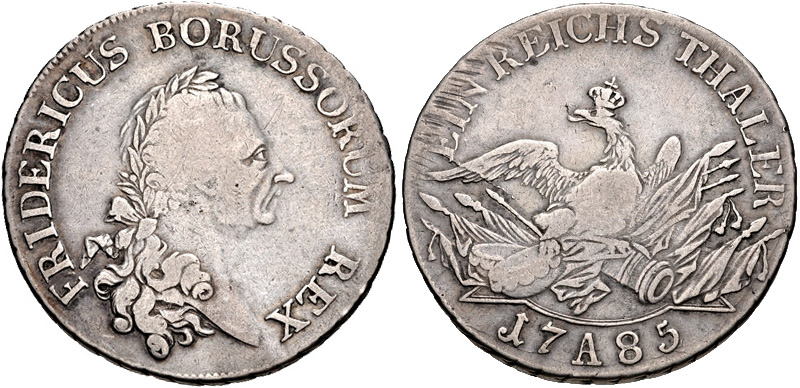
Preußischer Kuranttaler des gewöhnlichen Zahlungsverkehrs zu 24 Guten Groschen von 1785 mit der Aufschrift EIN REICHS THALER (zum Vergleich)

Mit der Gründung der königlichen Berliner Bank im Jahr 1765 wurde ein preußischer Bankotaler als Haupteinlagemünze im Wert von 32 Guten Groschen. Der Taler sollte zur Erleichterung des Handels mit dem Ausland dienen. Der preußische Kuranttaler des gewöhnlichen Zahlungsverkehrs (siehe Bild) enthielt 16,70 g Feinsilber und galt 24 Gute Groschen. Da die Berliner Bank zunächst nicht erfolgreich war, wurde die Handelsmünze nur 1766, jedoch mit der Jahreszahl 1765 geprägt. Nach Heinrich Halke sollen sie nicht in den Verkehr gelangt sein. Bis zu ihrer Einschmelzung im Jahr 1790 lagen 100.000 Stück dieser Bankotaler im Staatsschatz.
Die Vorderseite zeigt das Brustbild des Königs Friedrich II. und seine Titelumschrift. Auf der Rückseite befindet sich der preußische Adler auf Waffen und die Umschrift EIN BANCO THALER, zwischen der geteilten Jahreszahl das Münzzeichen A für Berlin. Den Stempel fertigte der Münzgraveur Jakob Abraham. Im Jahr 1787 sind von den Originalstempeln 16 Nachprägungen hergestellt worden.
Über die Seltenheit dieses Talers wurde schon 1811 berichtet:

„Sie [die Bankotaler] wurden bloß zum Behuf der Bank geprägt und sollten derer 100.000 Stück dem Vorgeben nach geprägt worden seyn. Diese sind aber weder bei der Bank noch im Handel im Umlauf gekommen. Man hat nur wenige Stücke gesehen mit welchem der König seine Lieblinge beschenkte, und diese werden in Sammlungen als eine große Seltenheit aufbewahrt. Manche haben sogar an ihrer Existenz gezweifelt.“